# Mijares (Ávila)
Mijares ist ein zentralspanischer Ort und eine Gemeinde (Municipio) mit 731 Einwohnern (Stand: 2024) in der Provinz Ávila in der Autonomen Region Kastilien-León. 

## Lage und Klima
Mijares liegt auf der Ostseite der Sierra de Gredos am südwestlichen Rand der Provinz Ávila in einer Höhe von ca. 855 m. Der Río Tiétar begrenzt die Gemeinde im Süden. Die Entfernung nach Ávila beträgt knapp 30 km (Fahrtstrecke) in nordnordöstlicher Richtung. Das Klima ist gemäßigt bis warm; der Regen (ca. 551 mm/Jahr) fällt mit Ausnahme der trockenen Sommermonate übers Jahr verteilt.

## Bevölkerungsentwicklung
| Jahr      | 1970 | 1981 | 1991 | 2001 | 2011 | 2021 |
| Einwohner | 1417 | 1146 | 1089 | 916  | 831  | 743  |

## Sehenswürdigkeiten

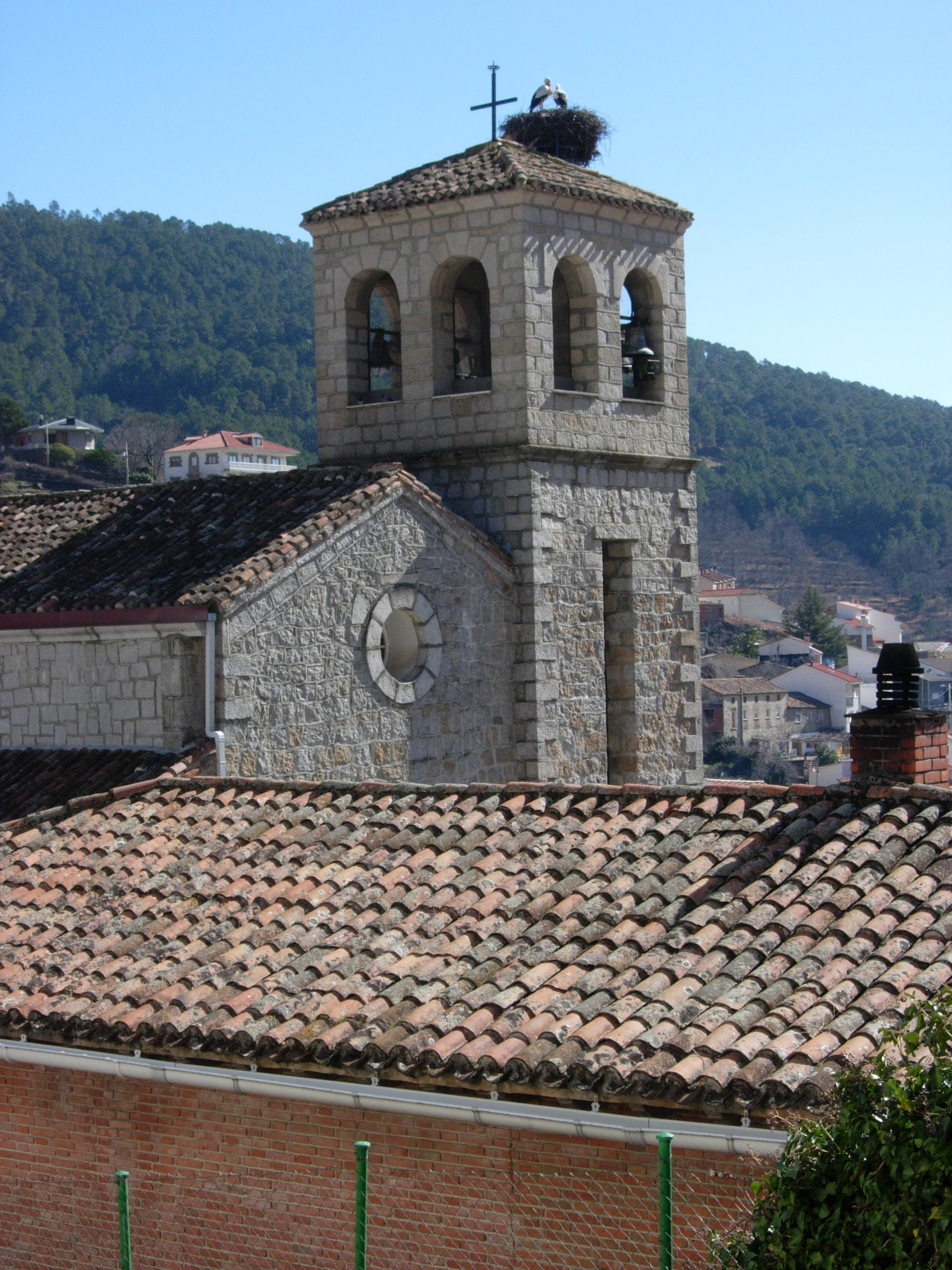
Bartholomäuskirche
- Rathaus

- Bartholomäuskirche